# 志村嘉一
志村 嘉一（しむら かいち、1934年 - 1986年4月7日）は、日本の経済学者。応用経済学専攻。

## 来歴
東京生まれ。1956年東京大学経済学部卒、61年同大学院博士課程中退、66年「日本資本市場の研究」で経済学博士。専修大学教授、千葉大学法経学部教授。アラバマ大学で研修中に急死した。

## 著書
- 日本資本市場分析 東京大学出版会 1969
- 現代日本公社債論 東京大学出版会 1978.6

## 共編著
- 証券経済講座 第5巻 公社債と証券市場 野田正穂共編 東洋経済新報社 1968
- 機関投資家としてみた簡保資金 鈴木武雄,原司郎共著 郵政省簡易保険局資金運用課 1970
- 昭和財政史 終戦から講和まで 第12巻 金融 1 中村隆英,原司郎共著 東洋経済新報社 1976
- 日本公社債市場史 東京大学出版会 1980.10
- 現代日本の公社債市場 東京大学出版会 1986.11

## 翻訳
- アメリカの資本市場 その歴史と投資銀行業 M.H.ウォーターマン 東洋経済新報社 1965
- 銀行集中と産業支配 パットマン委員会報告 アメリカ合衆国議会下院銀行・通貨委員会編 東洋経済新報社 1970
- 国際金融市場 ユーロ市場の理論と構造 G.ドゥフェイ,I.H.ギディ 東京大学出版会 1983.12

## 参考
- 志村嘉一先生略歴・著作目録 (志村嘉一先生追悼号)「証券研究」1987-2